# Alexander Lüneburg (Politiker, 1560)

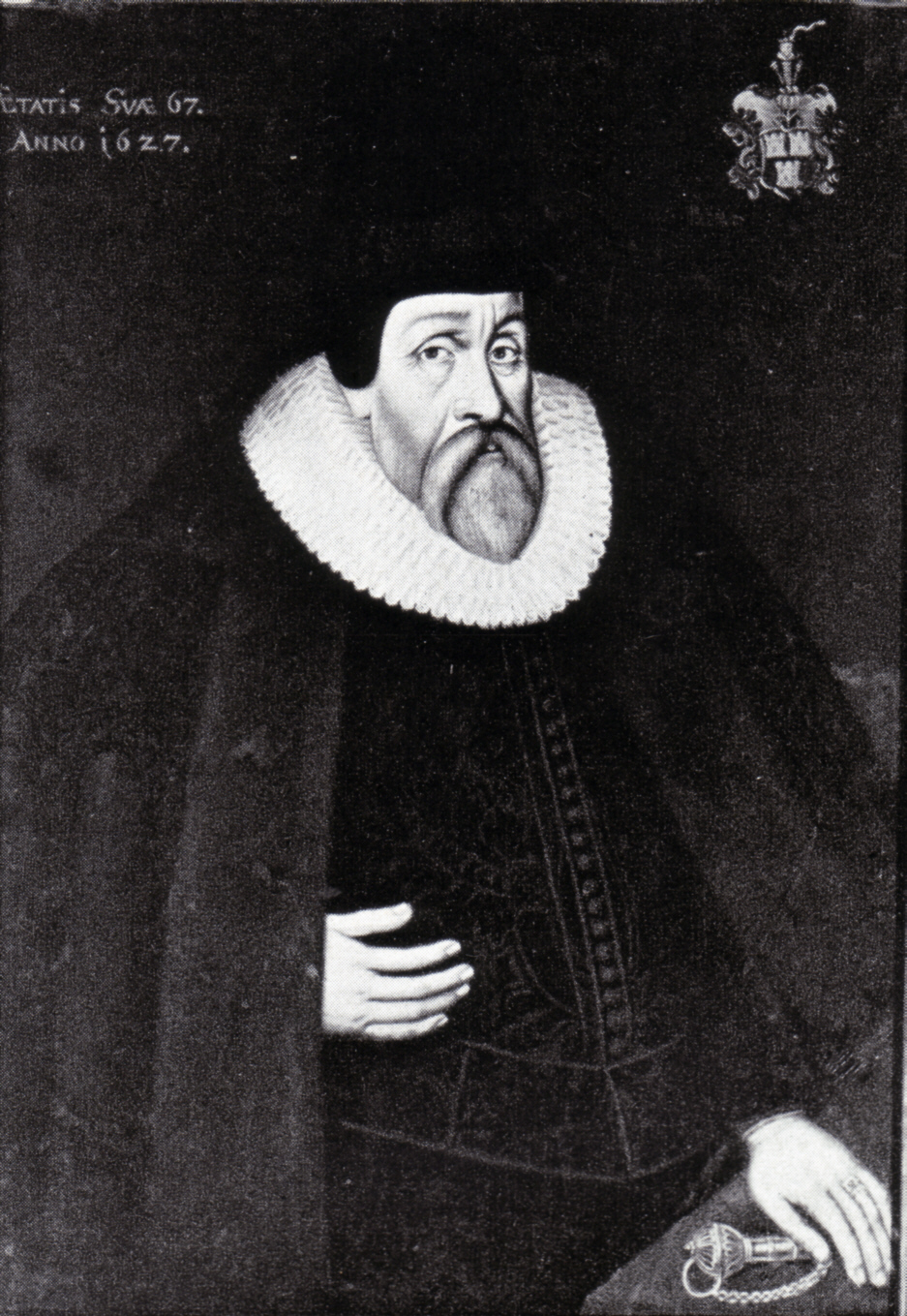
Alexander Lüneburg in der Bürgermeistergalerie im Lübecker Rathaus

Alexander Lüneburg (* 1560 in Lübeck; † 15. April 1627 ebenda) war ein Bürgermeister der Hansestadt Lübeck.

## Leben
Lüneburg war Sohn des Bertold Lüneburg. Vermutlich schrieb er sich im September 1578 zum Studium an der Universität Rostock ein. Er wurde 1587 Mitglied der einflussreichen Zirkelgesellschaft, 1590 Ratsherr und 1599 Bürgermeister der Stadt, die er bereits 1594 gemeinsam mit dem Ratsherren Conrad Garmers als Gesandter bei der Krönung von König Sigismund von Schweden vertreten hatte. In Lüneburgs Amtszeit fallen die als Reisersche Unruhen bekannten Auseinandersetzungen zwischen Rat und Bürgerschaft der Stadt Lübeck. 1603 war er Gesandter der Hanse bei den Verhandlungen mit England in Bremen, nachdem Königin Elisabeth I. 1598 den Stalhof geschlossen und beschlagnahmt hatte. 
Lüneburg ist einer der Begründer der Lübecker Stadtbibliothek und hat dieser durch ein Legat auch die Möglichkeit zur Anschaffung neuer Bestände verschafft. 
Er war in erster Ehe verheiratet mit einer Tochter des Lübecker Ratsherrn Heinrich Wedemhof, in zweiter Ehe mit Gesche (Geseke) Baumann († 28. Juli 1620), Witwe des Ratsherrn Henning Parcham.